# Eucomatocera vittata
|  | Dieser Artikel wurde aufgrund von formalen oder inhaltlichen Mängeln in der Qualitätssicherung Biologie im Abschnitt „Merkmale“ zur Verbesserung eingetragen. Dies geschieht, um die Qualität der Biologie-Artikel auf ein akzeptables Niveau zu bringen. Bitte hilf mit, diesen Artikel zu verbessern! Artikel, die nicht signifikant verbessert werden, können gegebenenfalls gelöscht werden. Lies dazu auch die näheren Informationen in den Mindestanforderungen an Biologie-Artikel. Begründung: Quellen fehlen, verwendete Begriffe wie Carapax passen nicht |

Eucomatocera vittata ist ein Käfer aus der Familie der Bockkäfer. Eucomatocera vittata ist neben Eucomatocera minuta eine von zwei Arten der Gattung Eucomatocera. Die Käferart wurde bereits 1846 von Adam White beschrieben.

## Merkmale
Der Käfer hat einen langgestreckten Körperbau und wie alle Bockkäfer zudem sehr lange Antennen (so lang wie der Körper). Diese sind auch das namengebende Merkmal der Gattung, da sie noch zusätzlich an der Spitze durch auffällige Haare bedeckt sind. Daher setzt sich der wissenschaftliche Artname zusammen aus griechischen und lateinischen Bestandteilen und bedeutet wörtlich übersetzt: „Schön-behaartes Horn, mit Bänderung“.
Die Fühler der Art weisen 9 Glieder auf und vor allem die kürzeren drei Endglieder sind mit büscheligen dunklen, bürstenartigen Haaren bedeckt. Der Körper ist ebenfalls langgestreckt und leicht behaart und mit Gruben versehen, die der Bänderung folgen. Über den ganzen Körper ziehen sich vor dunklem Hintergrund mehrere (drei) helle Bänder. Auf dem Rückenschild ist das mittlere davon nochmals gesteilt. Die Flügeldecken ragen in Ruhestellung mit zwei Spitzen über den Hinterleib hinaus.

## Verbreitung
Die Art kommt in Südostasien vor: Sri Lanka, Indien, Myanmar, Thailand, Vietnam, Laos, Süd-China (Yunnan) und Taiwan.

## Lebensweise
Die Art gilt als Schädling verschiedener Hülsenfrüchtler wie die der Gattung Pueraria.

## Verschiedenes
Thailändischer Name:  ด้วงหนวดยาวปลายแปรง.

## Bilder

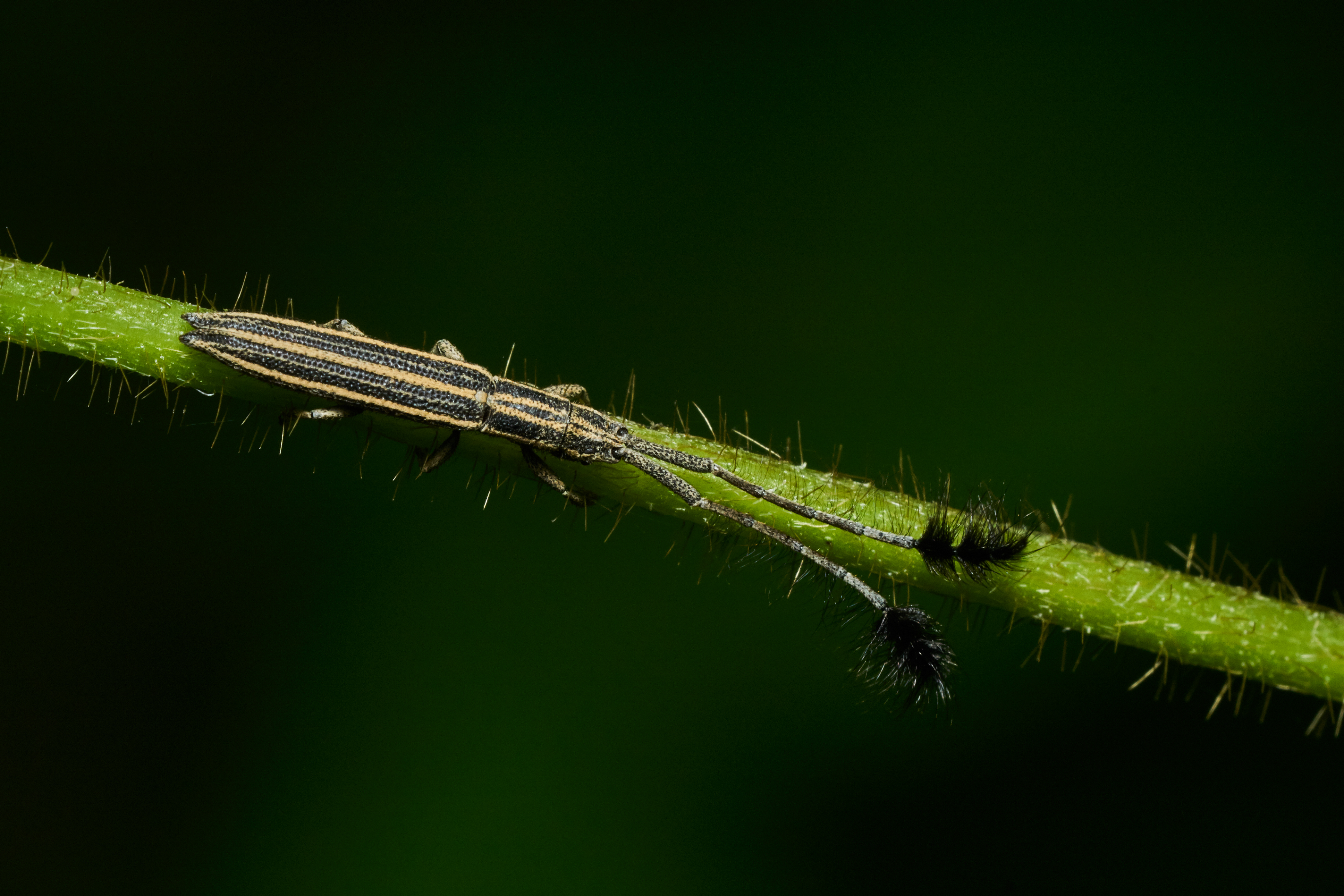
Dorsalansicht
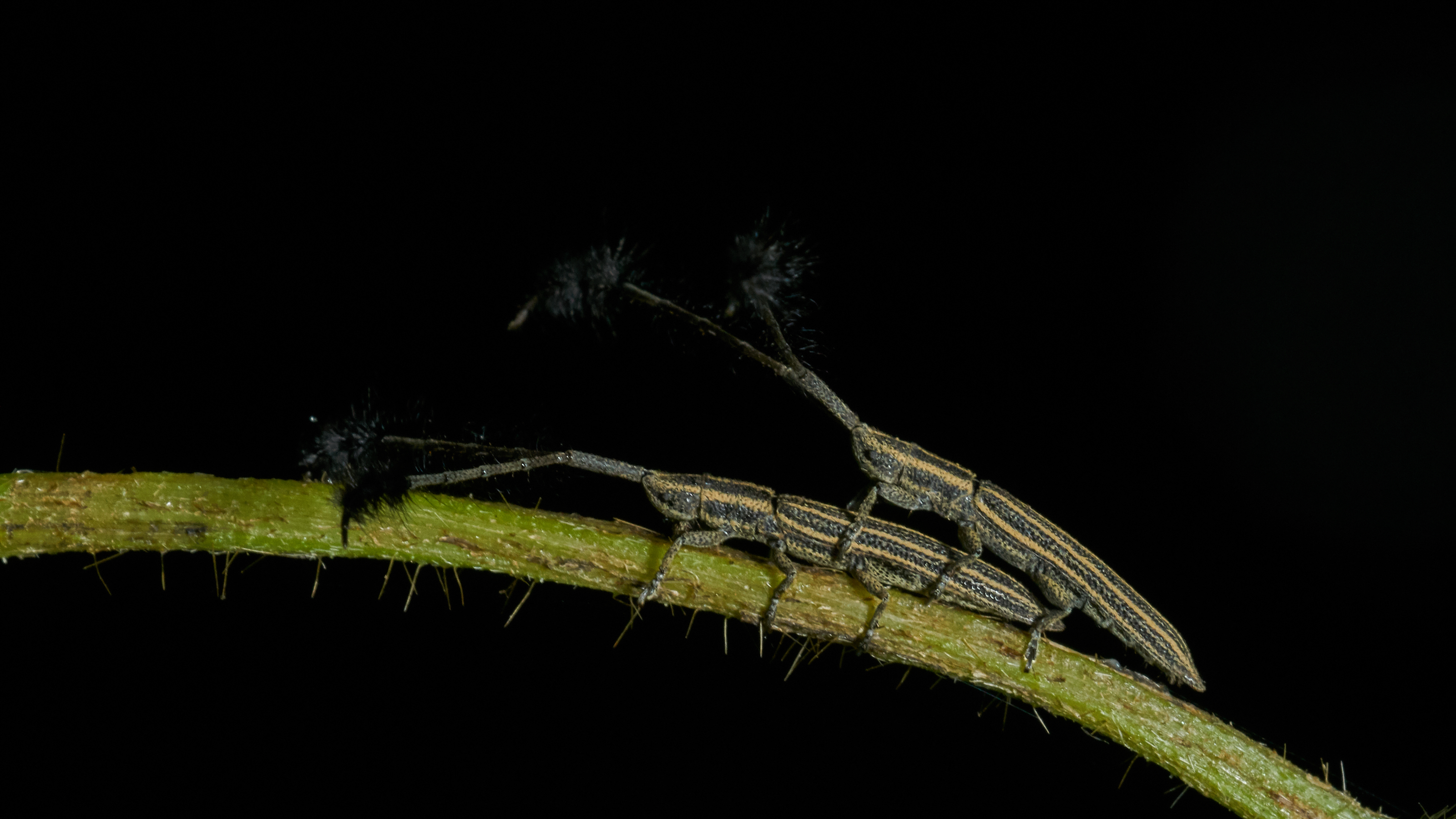
Eucomatocera vittata bei der Paarung